# I liga seria B polska w piłce siatkowej mężczyzn (2003/2004)
Do rozgrywek I ligi serii B w piłce siatkowej mężczyzn sezonu 2003/2004 organizowane przez władze Polskiego Związku Piłki Siatkowej dopuszczonych zostało 11 drużyn.

## System rozgrywek
Zmagania toczą się dwuetapowo:
- Etap I (dwurundowa faza zasadnicza)

Przeprowadzona w formule ligowej, systemem kołowym (tj. "każdy z każdym - mecz i rewanż"). Faza zasadnicza, klasyfikacja generalna – uwzględnia wyniki wszystkich rozegranych meczów, łącznie z meczami rozegranymi awansem. Punktacja: 3 pkt za wygraną 3:0 i 3:1, 2 pkt za wygraną 3:2, 1 pkt za porażkę 2:3, 0 pkt za przegraną 1:3 i 0:3.
Kolejność w tabeli po każdej kolejce rozgrywek (tabela) ustalana jest według liczby zdobytych punktów meczowych. W przypadku równej liczby punktów meczowych o wyższym miejscu w tabeli decyduje:
1. liczba wygranych meczów
2. lepszy (wyższy) stosunek setów zdobytych do straconych
3. lepszy (wyższy) stosunek małych punktów zdobytych do małych punktów straconych

Jeżeli mimo zastosowania powyższych reguł nadal nie można ustalić kolejności, o wyższej pozycji w tabeli decydują wyniki meczów rozegranych pomiędzy zainteresowanymi drużynami w danym sezonie.
- Etap II (faza play-off)

Runda 1
(O miejsca 1-4) - Drużyny z miejsc 1-4 zagrają o awans do finału rozgrywek. Drużyny grają do trzech wygranych meczów ze zmianą gospodarza po dwóch meczach. Gospodarzami pierwszego terminu (terminy są dwudniowe - dwumeczowe) będą zespoły, które po fazie zasadniczej rozgrywek zajęły wyższe miejsce w tabeli (ewentualny piąty mecz zostaje rozegrany również na parkiecie drużyny, która zajęła wyższe miejsce po rundzie zasadniczej).
Runda 2
(O miejsca 1-2) - Zwycięzcy półfinałów zagrają o mistrzostwo I ligi. Drużyny grają do trzech wygranych meczów ze zmianą gospodarza po dwóch meczach. Gospodarzami pierwszego terminu (terminy są dwudniowe - dwumeczowe) będą zespoły, które po fazie zasadniczej rozgrywek zajęły wyższe miejsce w tabeli (ewentualny piąty mecz zostaje rozegrany również na parkiecie drużyny, która zajęła wyższe miejsce po rundzie zasadniczej).
O kolejności końcowej w przypadku odpadnięcia drużyn w tej samej rundzie i nie rozgrywania meczów o poszczególne miejsca decyduje kolejność po rundzie zasadniczej.

## Drużyny uczestniczące
| | Uczestnicy poprzedniej edycji |    |
| --- | ----------------------------- | -- |
| RDL | Górnik Radlin                 | 2  |
| RAD | Jadar Radom                   | 4  |
| BYD | Chemik Bydgoszcz              | 5  |
| ŚWI | Avia Świdnik                  | 6  |
| WOŁ | KPS Wołomin                   | 8  |
| OPO | AZS Opole                     | 10 |
| SMS | SMS PZPS Spała                | 11 |
| | Spadek z PLS                  |    |
| GOR | GTPS Gorzów Wielkopolski      | 10 |
| | Awans z II ligi               |    |
| JOK | Joker Piła                    | 1  |
| ZDU | SPS Zduńska Wola              | 1  |
| RZE | Resovia                       | 2  |
| Oznaczenia: - kolumna pierwsza – skróty nazw drużyn wpisane na mapie (jeśli ta została zamieszczona), - kolumna trzecia – miejsce zajęte przez daną drużynę w poprzednim sezonie. |                               |    |

PZPS postanowiło poszerzyć ligę do 14 zespołów i wyznaczyło turniej na 25-26 maja o prawo gry dla 3 najlepszych zespołów, w których mieli udział wziąć spadkowicze AZS Opole i MKS Andrychów oraz przegrani baraży o awans do serii B - Resovia Rzeszów i Siemowit Gostynin. Turniej się nie odbył ze względu na wycofanie się drużyny z Andrychowa.
Przed rozpoczęciem rozgrywek wycofały się zespoły: AZS WSPol Szczytno, Siemowit Gostynin, a BBTS Bielsko-Biała awansował do serii A poprzez dodatkowy turniej w miejsce Morza Szczecin. Miejsce zlikwidowanych z powodu zadłużeń Czarnych Radom zajął RTS Jadar Radom.

## Faza zasadnicza

### Tabela wyników
| Gospodarz \ Gość1        | RDL | RZE | JOK | BYD | ŚWI | ZDU | GOR | RAD | OPO | WOŁ | SMS |
| Górnik Radlin            |     | 1:3 | 3:2 | 3:2 | 2:3 | 3:0 | 3:0 | 3:1 | 1:3 | 3:0 | 3:0 |
| Resovia                  | 3:0 |     | 3:2 | 3:0 | 2:3 | 3:2 | 3:0 | 3:1 | 3:0 | 3:0 | 3:0 |
| Joker Piła               | 2:3 | 3:0 |     | 3:0 | 3:1 | 3:0 | 3:1 | 3:2 | 3:0 | 3:0 | 3:0 |
| Chemik Bydgoszcz         | 0:3 | 1:3 | 3:1 |     | 3:0 | 3:2 | 3:2 | 2:3 | 3:0 | 3:0 | 3:0 |
| Avia Świdnik             | 2:3 | 3:1 | 2:3 | 0:3 |     | 1:3 | 3:0 | 3:0 | 3:1 | 3:0 | 3:0 |
| SPS Zduńska Wola         | 0:3 | 3:1 | 3:1 | 2:3 | 3:0 |     | 3:0 | 3:1 | 3:1 | 3:1 | 3:0 |
| GTPS Gorzów Wielkopolski | 3:2 | 3:2 | 3:0 | 0:3 | 2:3 | 3:2 |     | 3:1 | 3:0 | 2:3 | 3:0 |
| Jadar Radom              | 1:3 | 2:3 | 3:0 | 3:1 | 0:3 | 2:3 | 0:3 |     | 3:1 | 3:1 | 3:0 |
| AZS Opole                | 0:3 | 1:3 | 0:3 | 0:3 | 2:3 | 1:3 | 0:3 | 1:3 |     | 3:0 | 3:2 |
| KPS Wołomin              | 3:2 | 1:3 | 0:3 | 2:3 | 0:3 | 3:0 | 2:3 | 0:3 | 0:3 |     | 3:0 |
| SMS PZPS Spała           | 1:3 | 3:1 | 0:3 | 0:3 | 0:3 | 2:3 | 0:3 | 0:3 | 1:3 | 0:3 |     |

### Tabela fazy zasadniczej
| Lp. | Drużyna                  | Pkt | Mecze | Mecze | Mecze | Rodzaj wyniku | Rodzaj wyniku | Rodzaj wyniku | Rodzaj wyniku | Rodzaj wyniku | Rodzaj wyniku | Sety | Sety | Sety  | Małe punkty | Małe punkty | Małe punkty |
| Lp. | Drużyna                  | Pkt | M     | W     | P     | 3:0           | 3:1           | 3:2           | 2:3           | 1:3           | 0:3           | wyg. | prz. | stos. | zdob.       | str.        | stos.       |
| --- | ------------------------ | --- | ----- | ----- | ----- | ------------- | ------------- | ------------- | ------------- | ------------- | ------------- | ---- | ---- | ----- | ----------- | ----------- | ----------- |
| 1   | Górnik Radlin            | 34  | 20    | 14    | 6     | 7             | 3             | 4             | 3             | 2             | 1             | 50   | 29   | 1.72  | 1802        | 1659        | 1.09        |
| 2   | Resovia                  | 34  | 20    | 14    | 6     | 6             | 5             | 3             | 2             | 3             | 1             | 49   | 29   | 1.69  | 1807        | 1684        | 1.07        |
| 3   | Joker Piła               | 33  | 20    | 13    | 7     | 9             | 2             | 2             | 3             | 2             | 2             | 47   | 27   | 1.74  | 1617        | 1530        | 1.06        |
| 4   | Chemik Bydgoszcz         | 33  | 20    | 13    | 7     | 8             | 1             | 4             | 2             | 2             | 3             | 45   | 30   | 1.5   | 1696        | 1599        | 1.06        |
| 5   | Avia Świdnik             | 33  | 20    | 13    | 7     | 7             | 2             | 4             | 2             | 2             | 3             | 45   | 31   | 1.45  | 1729        | 1643        | 1.05        |
| 6   | SPS Zduńska Wola         | 32  | 20    | 12    | 8     | 3             | 7             | 2             | 4             | 0             | 4             | 44   | 35   | 1.26  | 1803        | 1701        | 1.06        |
| 7   | GTPS Gorzów Wielkopolski | 31  | 20    | 11    | 9     | 6             | 1             | 4             | 3             | 1             | 5             | 40   | 36   | 1.11  | 1694        | 1682        | 1.01        |
| 8   | Jadar Radom              | 29  | 20    | 9     | 11    | 4             | 4             | 1             | 3             | 5             | 3             | 38   | 39   | 0.97  | 1707        | 1693        | 1.01        |
| 9   | AZS Opole                | 25  | 20    | 5     | 15    | 2             | 2             | 1             | 1             | 6             | 8             | 23   | 49   | 0.47  | 1529        | 1717        | 0.89        |
| 10  | KPS Wołomin              | 25  | 20    | 5     | 15    | 3             | 0             | 2             | 2             | 3             | 10            | 22   | 49   | 0.45  | 1503        | 1675        | 0.9         |
| 11  | SMS PZPS Spała           | 21  | 20    | 1     | 19    | 0             | 1             | 0             | 2             | 2             | 15            | 9    | 58   | 0.16  | 1291        | 1595        | 0.81        |

Źródło: 
Punktacja: zwycięstwo - 2 pkt; porażka - 1 pkt
Zasady ustalania kolejności: 1. liczba punktów; 2. bilans setów; 3. bilans małych punktów; 4. bilans w bezpośrednich meczach
     play-off
     play-out

## Faza play-off

### Półfinały
| 27.03.2004 | Górnik Radlin | 3:2 (23:25, 25:21, 21:25, 25:23, 15:10) | Chemik Bydgoszcz |

| 28.03.2004 | Górnik Radlin | 3:2 (27:25, 21:25, 25:23, 23:25, 15:12) | Chemik Bydgoszcz |

| 03.04.2004 | Chemik Bydgoszcz | 1:3 (22:25, 18:25, 25:21, 17:25) | Górnik Radlin |

| 27.03.2004 | Resovia | 3:0 (25:22, 25:21, 25:23) | Joker Piła |

| 28.03.2004 | Resovia | 3:0 (25:16, 39:37, 25:16) | Joker Piła |

| 03.04.2004 | Joker Piła | 3:1 (25:14, 16:25, 25:23, 25:18) | Resovia |

| 04.04.2004 | Joker Piła | 1:3 (25:21, 21:25, 22:25, 20:25) | Resovia |

### Finał
| 17.04.2004 | Górnik Radlin | 3:1 (21:25, 26:24, 25:14, 25:16) | Resovia |

| 18.04.2004 | Górnik Radlin | 0:3 (17:25, 26:28, 25:27) | Resovia |

| 24.04.2004 | Resovia | 3:1 (25:19, 26:28, 25:18, 25:21) | Górnik Radlin |

| 25.04.2004 | Resovia | 3:1 (28:30, 25:21, 25:11, 25:21) | Górnik Radlin |

## Klasyfikacja końcowa
| Lp. | Drużyna                  |
| --- | ------------------------ |
| 1   | Resovia                  |
| 2   | Górnik Radlin            |
| 3   | Joker Piła               |
| 4   | Chemik Bydgoszcz         |
| 5   | Avia Świdnik             |
| 6   | SPS Zduńska Wola         |
| 7   | GTPS Gorzów Wielkopolski |
| 8   | Jadar Radom              |
| 9   | AZS Opole                |
| 10  | KPS Wołomin              |
| 11  | SMS PZPS Spała           |

     awans do PLS
     baraże o PLS
     spadek do II ligi